# Ministerio de Ciencia, Innovación, Tecnología y Telecomunicaciones
El Ministerio de Ciencia, Innovación, Tecnología y Telecomunicaciones de Costa Rica (MICITT) es el ministerio del gobierno de Costa Rica encargado de dictar la política pública de ciencia, tecnología y telecomunicaciones del país. Su actual titular es Paula Bogantes Zamora.

## Historia
En Costa Rica, las políticas de ciencia y tecnología se remontan al año de 1963, cuando el Consejo Económico y Social de las Naciones Unidas (ECOSOC) estableció un comité denominado United Nations Advisory Comité for Aplication of Science and Technology (UNACAST), en el que se definió la importancia de instaurar entidades responsables de la ciencia y tecnología en los países latinoamericanos. Gracias a ello, a partir de 1964, comienzan a realizarse mejoras en las instituciones de Costa Rica con el fin de permitir un mayor desarrollo e investigación de la ciencia y tecnología.
En la primera administración del presidente Óscar Arias Sánchez, se crea el Sistema Nacional de Ciencia y Tecnología, designándose a Rodrigo Zeledón Araya su como titular. La creación del órgano se oficializa con la aprobación de la Ley n.° 7169 “Ley de promoción del desarrollo científico y tecnológico”, del 26 de junio de 1990, designándose el nombre de Ministerio de Ciencia y Tecnología (MICIT).
El 25 de junio de 2012, durante la administración de Laura Chinchilla Miranda, y mediante la Ley n.° 9046, se adhiere el sector de las telecomunicaciones al MICIT, por lo que, a partir de esta fecha se denomina Ministerio de Ciencia, Tecnología y Telecomunicaciones (MICITT) y se amplían sus objetivos y funciones. El 7 de junio de 2021, durante la administración de Carlos Alvarado Quesada, entra a regir la Ley n.° 9971, que transforma al Consejo Nacional para Investigaciones Científicas y Tecnológicas (CONICIT) en la Promotora Costarricense de Innovación e Investigación, transformado al ministerio en el Ministerio de Ciencia, Innovación, Tecnología y Telecomunicaciones.
La Ministra actual es la Sra. Paula Bogantes Zamora. El Viceministro de Ciencia y Tecnología es Orlando Vega Quesada. El Viceministro de Telecomunicaciones es Hubert Vargas Picado.

## Funciones
El Ministerio de Ciencia, Innovación, Tecnología y Telecomunicaciones de Costa Rica tiene, entre algunas de sus funciones, las siguientes:
- Promover el desarrollo científico, tecnológico y de las telecomunicaciones a través del diseño y la articulación de políticas públicas nacionales para el sector, con el fin de crear oportunidades a los ciudadanos mediante el emprendimiento y el conocimiento.
- Generar e impulsar el cumplimiento de las políticas públicas en materia de ciencia, innovación, tecnología y telecomunicaciones del país mediante el ejercicio de la rectoría sectorial y la ejecución efectiva de sus procesos sustantivos y de gestión, para mejorar la competitividad en beneficio del bienestar social, la igualdad y la prosperidad de la sociedad costarricense en el marco de la transformación digital y la cuarta revolución.
- Fortalecer la rectoría en materia de ciencia, tecnología y telecomunicaciones y gobernanza digital del país, por medio de la formulación, la promoción de la implementación y la evaluación de las políticas públicas correspondientes.
- Potenciar la apropiación social del conocimiento científico y tecnológico, mediante la promoción de estrategias inclusivas y la implementación de proyectos, dirigidas a toda la población.
- Fomentar la utilización del conocimiento científico y tecnológico en los procesos productivos y de gestión del Estado para mejorar la productividad, competitividad y calidad de vida de los habitantes.
- Consolidar procesos ministeriales de gestión dentro de los marcos de calidad, optimización de los recursos y automatización tecnológica.

## Estructura
El Ministerio de Ciencia, Innovación, Tecnología y Telecomunicaciones de Costa Rica se estructura en los siguientes órganos y dependencias:
- La Dirección de Apropiación Social del Conocimiento.
  - Departamento de Promoción de la Ciencia y Tecnología
  - Departamento de Fortalecimiento de las Capacidades en Ciencia y Tecnología
- La Dirección de Innovación.
- La Dirección de Investigación y Desarrollo.
- La Dirección Espectro Radioeléctrico y Redes de Telecomunicaciones.
  - Departamento de Administración del Espectro Radioeléctrico
  - Departamento de Redes de Telecomunicaciones
- La Dirección de Evolución y Mercado de Telecomunicaciones.
  - Departamento de Políticas Públicas de Telecomunicaciones
  - Departamento de Análisis Económico y Mercados de Telecomunicaciones
  - Departamento de Evaluación y Seguimiento de Proyectos
- La Dirección de Concesiones y Normas de Telecomunicaciones.
  - Departamento de Normas y Procedimientos en Comunicaciones
  - Control Nacional de Radio
- La Dirección Administrativa Financiera.
  - Departamento de Recursos Humanos
  - Departamento Financiero
  - Departamento de Proveeduría